# Jorge Arango Sanín
Jorge Arango Sanín (Bogotá, Colombia, 29 de noviembre de 1916-Miami, 21 de octubre de 2007) fue un arquitecto colombiano educado en Chile, Colombia y en la Universidad de Harvard. Fue invitado a Estados Unidos por el Museum of Modern Art de New York, y el EE. UU. Departamento de Estado para estudiar en Harvard con Walter Gropius.

## Trayectoria
Estudió en la Universidad Católica de Chile y en Bogotá. Fue uno de los seis alumnos de Gropius en Harvard, invitado por el gobierno estadounidense.
En Bogotá fue jefe de la Dirección de Edificios Nacionales del Ministerio de Obras Públicas, diseñó las instalaciones industriales de Levaduras Fleishmann, los laboratorios Squibb y el Country club de Bogotá además de publicar en 1951 el primer libro de Arquitectura en Colombia junto a Carlos Martínez.
Su actividad cobró relevancia internacional con proyectos en California, Caracas y Miami donde se estableció en 1958. Entre sus mentores y amigos se contaron Le Corbusier, Marcel Breuer - Arango se casó en primeras nupcias con Elizabeth, hermana de la mujer de Breuer -, Charles Eames, Eero Saarinen, Roberto Burle Marx y Philip Johnson.
Cofundador del Estudio Arango de diseños y muebles en Dadeland Mall en Miami en 1959 junto a su segunda esposa, Judith Wolpert, enrolado en la corriente del Bauhaus y realizando cinco proyectos en Miami, tres en la zona de Coconut Grove y una en Miami Beach llamada "Villa May".
En Miami diseñó varias casas inspiradas en parámetros tales como: espacios vivibles, circulación abierta entre habitaciones, ventilación natural, grandes ventanas, pequeñas baldosas en baños y grandes baldosas en el resto de la vivienda. Sus ideas y proyectos inspiraron las líneas de la firma Arquitectonica.
Propulsor de la arquitectura minimalista fue un educador, escritor, diseñador y arquitecto que enseñó en la Universidad de Berkeley y defendió diversas causas, and condo towers that blocked the streets off from the water 3.
Profesor de arquitectura en la Universidad Nacional de Colombia en Bogotá, columnista en el Miami Herald, y corresponsal de varias revistas.
Escribió “The Urbanization of the Earth” (1970), su autobiografía “Villa Sofia” (2003), y “Ecophilia: The Future Is Waiting” (2000).
Lo sobrevive su tercera esposa, Penelope Corey con quien se casó en 1977, y sus cuatro hijos.
Su hijo Richard Arango es también arquitecto.

## Libros
- Arango, Jorge; The urbanization of Earth, Beacon Press 1970, ISBN 0807008826
- Arango, Jorge; Ecophila : The Future is Waiting, Athena Pr Pub Co 2000, ISBN 0967605350
- Arango, Jorge; The Guild 9 : The Designer's REference Book of Artists, ISBN 1880140101
- Arango, Jorge;  Villa Sofía, Athena Press Publishing Co. , 2003, ISBN 1930493819
- Arango, Jorge; La moderna Edad Media, Athena Press Pub., 2004, ISBN 1932077162
- Arango, Jorge-Carlos Martínez, Arquitectura en Colombia, Proa 1951, ASIN: B000PS8ACC